# World Series of Poker Europe 2023
Le World Series of Poker Europe 2023 (WSOPE) si sono tenute al King's Casino di Rozvadov in Repubblica Ceca. Si è trattato della 14ª edizione delle WSOPE che ha registrato oltre 10.000 partecipanti per l'assegnazione di 15 braccialetti delle World Series of Poker.
Il campione uscente del 2022 Omar Eljach ha vinto il suo secondo braccialetto all'evento #2: €550 Pot-Limit Omaha. L'italiano Ermanno di Nicola ha vinto il prestigioso evento #5: €550 No-Limit Hold'em Colossus con 3436 partecipanti. Samantha Algeri e Candido Cappiello sono stati i runner-up degli eventi #11 e #14.
Il torneo principale (Evento #13), denominato € 10.350 No Limit Hold'em Main Event è stato vinto dall'Austriaco Max Neugebager.
, runner-up il Taiwanese Ting Yi Eric Tsai, terzo l'italiano Michele Tocci.

## Eventi
I 15 tornei si sono svolti dal 25 ottobre al 15 novembre 2023
| High Roller | Tornei con iscrizione maggiore al Main Event          |
| Main Event  | Torneo principale delleː World Series of Poker Europe |

| Evento | TV Table                                | Nome                                           | Iscritti | Vincitore          | Premio (€) | Ultimo giocatore eliminato |
| ------ | --------------------------------------- | ---------------------------------------------- | -------- | ------------------ | ---------- | -------------------------- |
| 1      | Video, su YouTube.                      | € 350 Opener No Limit Hold'em                  | 3.503    | Lukas Pazma        | 120350 €   | Andras Balogh              |
| 2      | Video, su YouTube.                      | € 550 Pot Limit Omaha 8-MAX                    | 719      | Omar Eljach        | 65900 €    | Diana Volcovschi           |
| 3      | Video, su YouTube.                      | € 1.350 Mini Main Event No Limit Hold'em       | 1.729    | Sokratis Linaras   | 310350 €   | Daniel Lehmann             |
| 4      | Video, su YouTube.                      | € 2.000 Pot Limit Omaha                        | 206      | Hok Lee            | 91183 €    | Dario Alioto               |
| 5      | Video, su YouTube.                      | € 550 No Limit Hold'em - Colossus              | 3.436    | Ermanno Di Nicola  | 210350 €   | Alain Saka                 |
| 6      |                                         | € 5,000 Pot Limit Omaha                        | 202      | Wing Po Liu        | 230000 €   | Omar Eljach                |
| 7      |                                         | € 1,650 No-Limit Hold'em 6-Handed              | 495      | Tobias Peters      | 154450 €   | Barny Boatman              |
| 8      | Video, su YouTube.                      | € 25,000 No-Limit Hold'em Platinum High Roller | 89       | Daniel Dvoress     | 600000 €   | Michael Rocco              |
| 9      |                                         | € 700 + 100 + 300 KO Mistery Bounty            | 803      | Tobias Garp        | 92300 €    | Adi Rajkovic               |
| 10     |                                         | € 2,000 8-Game Mix                             | 97       | Dainius Antanaitis | 47770 €    | Ian Bradley                |
| 11     |                                         | € 700 + 100 + 300 KO Turbo Bounty              | 570      | Joakim Andersson   | 80350 €    | Samantha Algeri            |
| 12     | Video, su YouTube.                      | € 50,000 No-Limit Hold'em Diamond High Roller  | 34       | Santosh Suvarna    | 650000 €   | Tony Lin                   |
| 13     | Video, su YouTube. · Video, su YouTube. | € 10,350 No-Limit Hold'em Main Event           | 817      | Max Negebauer      | 1500000 €  | Ting Yi Eric Tsai          |
| 14     |                                         | € 1,000 NLH WSOPE Turbo Freezeout              | 182      | Berndt Gleissner   | 46700 €    | Giocatore sconosciuto      |
| 15     |                                         | € 550 No-Limit Hold'em WSOPE Closer            | 628      | Maurice Nass       | 60000 €    | Traian Stanciu             |

### Main Event
Il Main Event è iniziato il giorno 10 novembre con i primi due "starting flight". L'evento, registrando 817 partecipanti è diventato il più grande Main Event di sempre nella storia delle WSOP Europe. Il tavolo finale si è concluso il 15 novembre 2023, con il successo dell'austriaco Max Neugebauer, che ha vinto 1.500.000 euro.

### Tavolo Finale
| Name            | Valore delle chips (percentuali totali) | WSOP Braccialetti | WSOP In The Money* | WSOP Somma guadagni* |
| --------------- | --------------------------------------- | ----------------- | ------------------ | -------------------- |
| Eric Tsai       | 19.480.000 (25,5%)                      | 0                 | 24                 | $327.247             |
| Kasparas Klezys | 13,950,000 (17,1%)                      | 0                 | 50                 | $349.406             |
| Max Neugebauer  | 10.325.000 (12,7%)                      | 0                 | 3                  | $10.049              |
| Nils Pudel      | 9.875.000 (12,1%)                       | 0                 | 26                 | $100.867             |
| Michael Rocco   | 8.000.000 (9,8%)                        | 0                 | 26                 | $1.376.692           |
| Michele Tocci   | 6.525.000 (8,0%)                        | 0                 | 3                  | $19.160              |
| Ruslan Volkov   | 6.000.000 (7,4%)                        | 0                 | 8                  | $23.274              |
| Alf Martinsson  | 3.150.000 (3,9%)                        | 0                 | 1                  | $3.037               |

*Statistiche raccolte prima del "2023 WSOPE Main Event"

### Risultati del Tavolo Finale
| Posizione | Nominativo      | Premio     |
| --------- | --------------- | ---------- |
| 1°        | Max Neugebauer  | €1.500.000 |
| 2°        | Eric Tsai       | €891.000   |
| 3°        | Michele Tocci   | €639.000   |
| 4°        | Kasparas Klezys | €464.000   |
| 5°        | Michael Rocco   | €341.000   |
| 6°        | Nils Pudel      | €255.000   |
| 7°        | Ruslan Volkov   | €193.000   |
| 8°        | Alf Martinsson  | €148.000   |